# Каменка (приток Ангары)
Каменка — река на юге Восточной Сибири в Красноярском крае, правый приток Ангары.
Исток реки находится на высоте 375 м над уровнем моря. Длина реки — 313 км. Площадь водосборного бассейна — 11400 км².
Берёт начало на Среднесибирском плоскогорье. Русло порожисто. Питание снеговое и дождевое. Сплавная.
Код водного объекта 16010300312116200024928

## Притоки
Объекты перечислены по порядку от устья к истоку.
- 4 км: Енда
- 6 км: Дерюнга
- 17 км: Мукта
- 32 км: Умангой
- 45 км: Левая Велинда
- 46 км: Велинда
- 49 км: Торгашина
- 61 км: Капорожье
- 67 км: Дешауль
- 79 км: Удоронга
- 86 км: Бальдога
- 100 км: Каталанга
- 104 км: Ямный
- 115 км: Паренда
- 117 км: Сухой
- 141 км: Кардакан
- 157 км: Большая Юхтахта
- 158 км: Кажма
- 186 км: Ельчимо
- 195 км: Ниж. Огня
- 234 км: Верх. Огня
- 251 км: Ядуль
- 260 км: Шампикуль
- 269 км: река без названия
- 294 км: Секиликан